# Pince à circlips

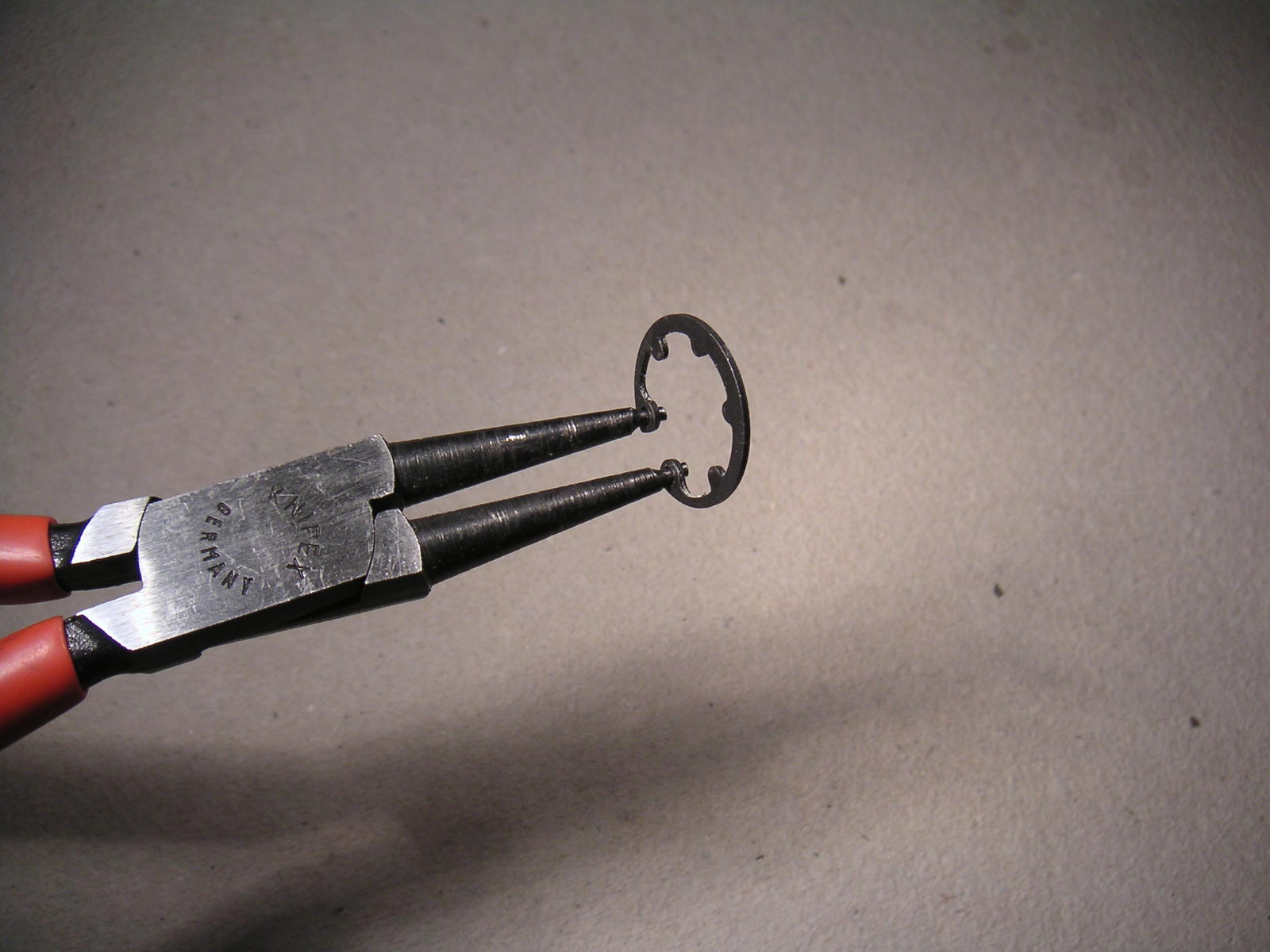
Pince à circlips pour anneau élastique intérieur.

Une pince à circlips (également appelée pince seeger) est une clé utilisée en mécanique qui permet le montage et le démontage de circlips. Elle a la forme d'une pince à deux manches, munies à ses extrémités de tétons qui s'introduisent dans le circlips et qui permet l'écartement ou le serrage de l'anneau pour le positionner dans une gorge.
Il en existe deux types : pour circlips d'intérieur ou d'extérieur. La seule différence se situe au niveau de la liaison des manches, qui est inversée sur les pinces pour circlips extérieurs, ce qui permet d'écarter l'anneau lorsqu'on serre les manches.